# Albany (New Hampshire)
Pour les articles homonymes, voir Albany.
Albany est une ville du comté de Carroll, dans l'État du New Hampshire, aux États-Unis. En 2010, sa population est de 735 habitants.